# Seznam starostů Lipska
Toto je seznam starostů Lipska od roku 1778 po současnost. Od roku 1877 má nejvyšší představitel Lipska oficiální titul primátor (Oberbürgermeister).
- 1778, 1781, 1784, 1786, 1788, 1790, 1792, 1795, 1797, 1799: Carl Wilhelm Müller
- 1779: Carl Gottfried von Winckler
- 1780, 1782: Christian Wilhelm Küstner
- 1783, 1785, 1787, 1789, 1791, 1793: Adolph Christian Wendler
- 1794, 1796, 1798, 1800, 1803, 1805, 1807, 1809, 1811: Christian Gottfried Hermann
- 1801: Heinrich Friedrich Innocentius Apel
- 1802, 1804, 1806, 1808, 1810, 1812, 1814, 1816, 1818, 1820, 1822: Christian Gottlob Einert
- 1813, 1815, 1817, 1819, 1821, 1824, 1826, 1828, 1830: Friedrich Huldreich Carl Siegmann
- 1823, 1825, 1827, 1829: Johann Conrad Sickel
- 1831: Dr. Carl Friedrich Schaarschmidt
- 1831–1839: Dr. Christian Adolph Deutrich
- 1840–1848: Dr. Johann Karl Groß
- 1848, 1849: Hermann Adolph Klinger
- 1849–1876: Dr. Carl Wilhelm Otto Koch
- 1876–1899: Dr. jur. Dr. med. h.c. Otto Robert Georgi, od 1877 Oberbürgermeister
- 1899–1908: Dr. jur. et. phil. Carl Bruno Troendlin
- 1908–1917: Dr. Rudolf Bernhard August Dittrich
- 1918–1930: Dr. Karl Wilhelm August Rothe
- 1930–1937: Dr. Carl Friedrich Goerdeler
- 1937: Rudolf Haake
- 1937–1938: Kurt Walter Dönicke
- 1939–1945: Bruno Erich Alfred Freyberg
- 1945: Wilhelm Johannes Vierling
- 1945–1949: Richard Moritz Erich Zeigner
- 1949–1951: Max Ernst Opitz
- 1951–1959: Hans Erich Uhlich
- 1959–1970: Walter Kresse
- 1970–1986: Karl-Heinz Müller
- 1986–1989: Bernd Seidel
- 1989–1990: Günter Hädrich
- 1990–1998: Dr. Hinrich Lehmann-Grube
- 1998–2006: Wolfgang Tiefensee (SPD)
- 2005, 2006: Andreas Müller (komisař, SPD)
- 2006–: Burkhard Jung (SPD)